# 澳洲棒球聯盟
澳洲棒球聯盟（英語：Australian Baseball League，簡稱），是澳洲的職業棒球聯盟，由澳洲棒球協會和美國職棒大聯盟共同出資成立，澳洲棒球協會管理。
由於ABL的賽季從每年11月到翌年2月舉行，ABL是棒球界公認的冬季聯盟之一（儘管賽季在澳大利亞的夏季）。北美、亞洲等職棒聯盟在休賽季時，部份球員會加入ABL，做為以賽代訓。

## 歷史
1934年，名稱為「克拉斯頓盾」的棒球錦標賽在澳洲成立，為澳洲第一個全國性的棒球比賽。
1989年，澳洲棒球協會成立了澳洲棒球聯盟，用來取代「克拉斯頓盾」棒球錦標賽。
1999年，就因為財務狀況的問題，而宣布聯盟解散；於是由前大聯盟球星Dave Nilsson成立的澳洲國際棒球聯盟隨即成立，取代已解散的「澳洲棒球聯盟」，但只維持三個賽季，也因財務狀況的問題，也宣布聯盟解散；於是澳洲棒球協會再次復辦「克拉斯頓盾」棒球錦標賽。
2010年，新的聯盟成立，名稱沿用自1989年成立的「澳洲棒球聯盟」，但兩個聯盟無任何關係，成立時有6支球隊，各隊的管理權和球員薪資皆由協會負責。
2017年，6隊分別取得獨立經營權，並同時在吉朗和紐西蘭成立兩支新隊伍，正式擴充至8隊。
2020年，球季一開始受到COVID-19的影響，澳洲當地實施境外限制令，導致兩支海外的球隊吉朗韓國隊和奧克蘭喙頭蜥隊宣布退出賽季，直到2022年兩支球隊才重新加入聯盟進行比賽。
2023年，奧克蘭喙頭蜥及吉朗韓國宣布退出聯盟，自此回到原6支隊伍的規模。
2025年，坎培拉騎兵及墨爾本王牌宣布退出聯盟，正式降至4支隊伍的規模。

## 隊伍

### 現有隊伍
| 隊名             | 加入年分 | 中文翻譯     | 州           | 城市     | 主場               |
| ---------------- | -------- | ------------ | ------------ | -------- | ------------------ |
| Adelaide Giants  | 2010年   | 阿德萊德巨人 | 南澳大利亞州 | 阿德萊德 | 鑽石體育場         |
| Brisbane Bandits | 2010年   | 布里斯本俠盜 | 昆士蘭州     | 布里斯本 | 霍洛威棒球場       |
| Perth Heat       | 2010年   | 伯斯熱火     | 西澳大利亞州 | 伯斯     | 伯斯棒球場         |
| Sydney Blue Sox  | 2010年   | 雪梨藍襪     | 新南威爾斯州 | 雪梨     | 布萊克敦國際體育場 |

### 解散隊伍
| 隊名             | 加入年分 | 解散年分 | 中文翻譯     | 城市   | 主場           | 備註     |
| ---------------- | -------- | -------- | ------------ | ------ | -------------- | -------- |
| Geelong Korea    | 2018年   | 2023年   | 吉朗韓國     | 吉朗   | 吉朗棒球場     | 海外球隊 |
| Auckland Tuatara | 2018年   | 2023年   | 奧克蘭喙頭蜥 | 奧克蘭 | 北港灣體育場   | 海外球隊 |
| Canberra Cavalry | 2010年   | 2025年   | 坎培拉騎兵   | 坎培拉 | 納拉班達棒球場 | 本土球隊 |
| Melbourne Ace    | 2010年   | 2025年   | 墨爾本王牌   | 墨爾本 | 墨爾本體育場   | 本土球隊 |

## 現行賽制
2024-25賽季制度
- 例行賽：每支球隊在10輪比賽中進行40場比賽（20場主場和20場客場），並在系列賽中與其他球隊對戰兩次（一場主場及一場客場）。
- 季後賽：系列賽分為兩輪，皆採三戰兩勝制；準決賽為例行賽第一名對決第四名、例行賽第二名對第三名對戰，勝隊晉級總冠軍賽。

## 歷年決賽
| 賽季    | 冠軍球隊           | 賽果               | 亞軍球隊           |
| ------- | ------------------ | ------------------ | ------------------ |
| 2010-11 | 伯斯熱火           | 2–1                | 阿德萊德鯊魚       |
| 2011-12 | 伯斯熱火           | 2–1                | 墨爾本王牌         |
| 2012-13 | 坎培拉騎兵         | 2–0                | 伯斯熱火           |
| 2013-14 | 伯斯熱火           | 2–0                | 坎培拉騎兵         |
| 2014-15 | 伯斯熱火           | 2–1                | 阿德萊德鯊魚       |
| 2015-16 | 布里斯本俠盜       | 2–0                | 阿德萊德鯊魚       |
| 2016-17 | 布里斯本俠盜       | 2–0                | 墨爾本王牌         |
| 2017-18 | 布里斯本俠盜       | 2–1                | 坎培拉騎兵         |
| 2018-19 | 布里斯本俠盜       | 2–0                | 伯斯熱火           |
| 2019-20 | 墨爾本王牌         | 2–0                | 阿德萊德巨人       |
| 2020-21 | 墨爾本王牌         | 1–0 (9：2)         | 伯斯熱火           |
| 2021-22 | 賽季因COVID-19取消 | 賽季因COVID-19取消 | 賽季因COVID-19取消 |
| 2022-23 | 阿德萊德巨人       | 2–1                | 伯斯熱火           |
| 2023-24 | 阿德萊德巨人       | 2–1                | 伯斯熱火           |
| 2024-25 | 坎培拉騎兵         | 2–0                | 伯斯熱火           |

- 2020-21賽季，因疫情改為單敗淘汰制

## 外部連結
- 澳洲棒球聯盟官網 （英文）（页面存档备份，存于）
- 澳洲棒球聯盟在台灣棒球維基館上的頁面（繁體中文）